# SuitSat

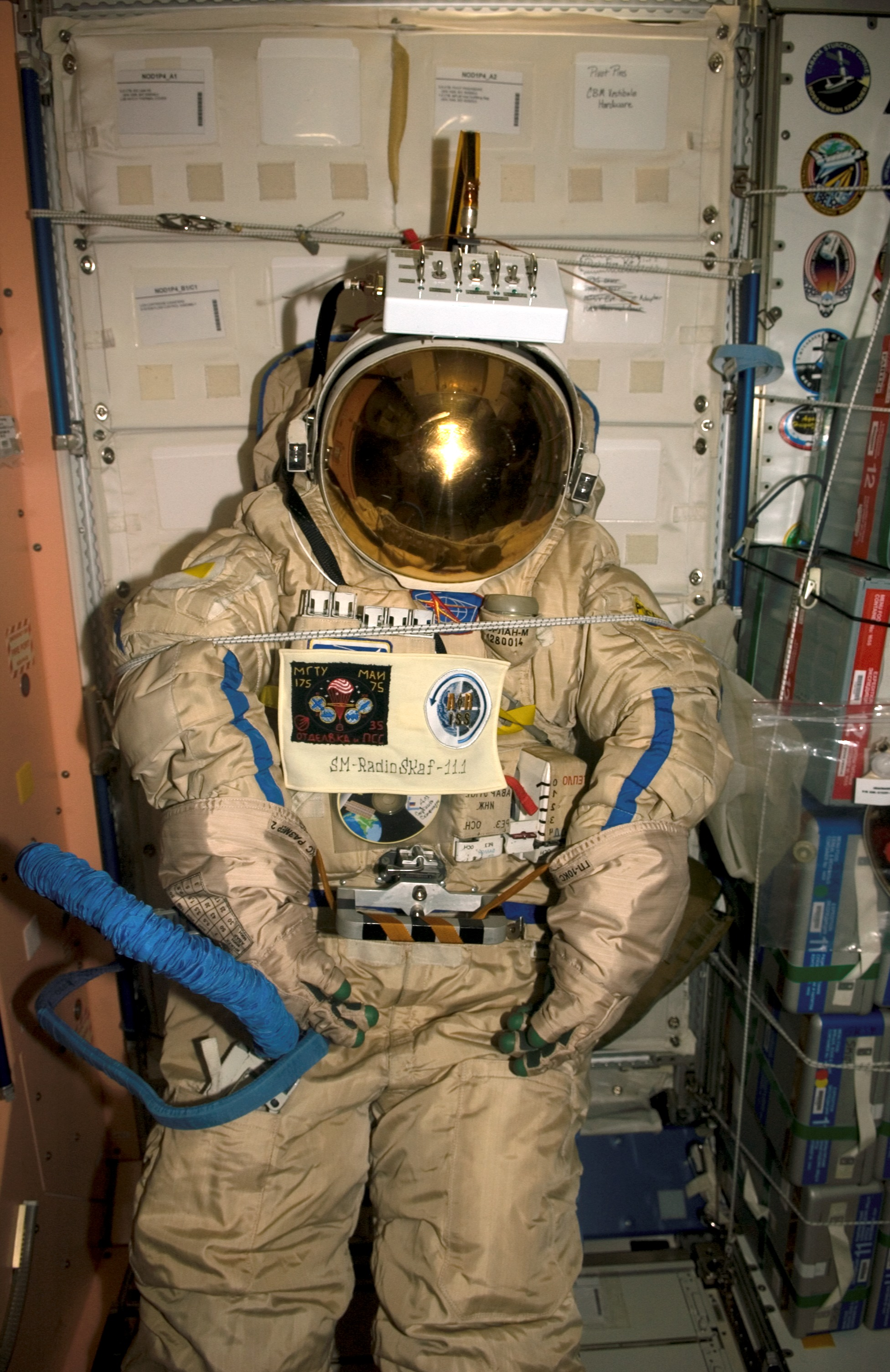
SuitSat à l'intérieur de la Station Spatiale Internationale.

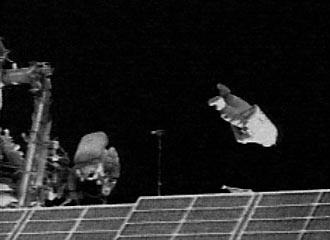
Mise en orbite de SuitSat-1 (à droite) à partir de l'ISS.

SuitSat-1, aussi appelé RadioSkaf (en russe Радиоскаф), est un satellite artificiel original, mis en orbite autour de la Terre à partir de la Station spatiale internationale le 3 février 2006. Il s'agit en fait d'une ancienne combinaison spatiale russe Orlan, équipée de batteries, d'un émetteur radio et de divers capteurs.

## Histoire du projet SuitSat
Le projet SuitSat a été initié par l'association ARISS (Amateur Radio on the International Space Station), qui regroupe de nombreuses associations radioamateurs à travers le monde. C'est plus précisément l'équipe d'ARISS-Russie qui a imaginé le projet, dans le but de célébrer le 175e anniversaire de l'Université Technique d'État de Moscou, de laquelle sont issus de nombreux ingénieurs de l'agence spatiale russe. 
Présenté lors de la conférence internationale AMSAT (Radio Amateur Satellite Corporation) à Dayton en octobre 2004, le projet a reçu le soutien des États-Unis.

## SuitSat-1
SuitSat-1 évolue sur la même orbite que la Station spatiale internationale (ISS). Il possède des capteurs mesurant la température et la puissance de ses batteries, et transmet en continu à la Terre ses paramètres, et le message suivant : « This is SuitSat-1, RS0RS », suivi d'un message d'accueil en cinq langues. Avec SuitSat-1, les scientifiques de la NASA comptent analyser les conditions et la durée de vie de la combinaison et de son instrumentation en orbite autour de la Terre, et exposés au Soleil ainsi qu'aux débris spatiaux ; dans l'optique, peut-être, de réutiliser de vieilles combinaisons spatiales pour en faire des satellites artificiels.
Le satellite artificiel a commencé à émettre approximativement 15 minutes après sa mise en orbite. Son signal est relayé par l'ISS pour la transmission sur Terre. Il peut être capté à partir d'un point du sol pendant une durée de 5 à 10 minutes — le temps de survol de SuitSat au-dessus de ce point — en utilisant une radio FM avec une grande antenne réglée sur la fréquence 145,990 MHz. Chaque personne recevant la transmission pouvait le faire savoir sur le site du projet, en précisant la date de l'observation et ce qu'il a entendu. 
Cependant, la mission SuitSat-1 n'a pas été un succès total. Quelques centaines de rapports ont confirmé la réception du signal, mais le satellite a cessé d'émettre au bout de deux semaines. La NASA TV a annoncé que SuitSat-1 a cessé de fonctionner à cause d'une défaillance de ses batteries. La dernière réception du signal de SuitSat-1 a eu lieu le 18 février 2006.
SuitSat-1 a fini par entrer progressivement dans l'atmosphère terrestre, en évoluant en spirales, et s'y est désintégré quelques mois plus tard, le 7 septembre 2006.
SuitSat-1 est surnommé « Mr Smith » et « Ivan Ivanovich » (nom du mannequin utilisé pour tester les capsules Vostok).

## Sources
- (en) Le site du projet : suitsat.org
- (en) Annonce de la NASA
- (en) Article détaillé rédigé par AMSAT
- (fr) Communiqué d'ARRIS-France (PDF)
- (en) AJ3U.com : Enregistrements audio de SuitSat